# ارمنستان در مسابقه آواز یوروویژن ۲۰۰۹
ارمنستان در مسابقه آواز یوروویژن ۲۰۰۹ (انگلیسی: Armenia in the Eurovision Song Contest 2009) که در مسکو، روسیه برگزار شد، با ترانه «جان جان» شرکت کرد. این ترانه توسط آوت بارسغیان، واردان زادویان و مانه هاکوبیان نوشته شده بود و توسط اینگا و آنوش آرشاکیان اجرا شد.
ترانه ارمنستان برای یوروویژن ۲۰۰۹ از طریق فینال ملی "Evratesil 2009" انتخاب شد که توسط تلویزیون عمومی ارمنستان (AMPTV) برگزار شد. این فینال ملی در تاریخ ۱۴ فوریه ۲۰۰۹ برگزار شد و ۲۱ ترانه به رقابت پرداختند. "جان جان" که توسط اینگا و آنوش آرشاکیان اجرا می‌شد، به عنوان برنده انتخاب شد. انتخاب این ترانه بر اساس ترکیب آراء یک هیئت داوران حرفه‌ای و رای عمومی انجام شد.
«جان جان» یک ترانه پرانرژی با ریتمی شاد و فلوهای موسیقی محلی ارمنی بود. این ترانه با استفاده از سازهای سنتی و لحنی شاد و پر جنب و جوش، تلاشی برای نشان دادن فرهنگ و موسیقی ارمنی داشت و در عین حال جذابیت جهانی برای مخاطبان یوروویژن داشت.
ارمنستان در نیمه‌نهایی اول مسابقه یوروویژن ۲۰۰۹ که در تاریخ ۱۲ مه ۲۰۰۹ برگزار شد، با ترانه «جان جان» به رقابت پرداخت. این ترانه در جایگاه ۶ در نیمه‌نهایی قرار گرفت و در نهایت جزو ۱۰ ترانه برتر اعلام شد و توانست به فینال یوروویژن ۲۰۰۹ که در تاریخ ۱۶ مه ۲۰۰۹ برگزار شد، صعود کند. پس از پایان نیمه‌نهایی، اعلام شد که ارمنستان در جایگاه پنجم از میان ۱۸ کشور شرکت‌کننده قرار گرفت و ۹۹ امتیاز کسب کرد.
در فینال یوروویژن ۲۰۰۹، ارمنستان در جایگاه ۹ به اجرا پرداخت و در نهایت ۹۲ امتیاز کسب کرد و در جایگاه دهم از میان ۲۵ کشور قرار گرفت. این نتیجه نشان‌دهنده یک عملکرد موفقیت‌آمیز برای ارمنستان در سال ۲۰۰۹ بود و به عنوان یکی از دستاوردهای قابل توجه این کشور در تاریخ یوروویژن محسوب می‌شود.

## تاریخچه
قبل از مسابقه ۲۰۱۰، ارمنستان چهار بار از زمان اولین حضورش در مسابقه آواز یوروویژن ۲۰۰۶ در مسابقه آواز یوروویژن شرکت کرده بود. ز سال ۲۰۰۶، تمامی آثار ارمنستان در فینال حضور دارند. بالاترین رتبه آن‌ها در این مسابقه تا این مرحله رتبه چهارم بوده است که این کشور در دو نوبت در سال ۲۰۰۸ با آهنگ «کله کله» با اجرای سیروشو بوده است.
پخش کننده ملی ارمنستان، تلویزیون عمومی ارمنستان (AMPTV)، این رویداد را در ارمنستان پخش می‌کند و فرایند انتخاب برای ورود این کشور را سازماندهی می‌کند. AMPTV قصد خود را برای شرکت در مسابقه آواز یوروویژن ۲۰۰۹ در ۹ ژانویه ۲۰۰۹ تأیید کرد. ارمنستان در گذشته از روش‌های مختلفی برای انتخاب شرکت کننده ارمنستان مانند یک فینال زنده تلویزیونی ملی برای انتخاب مجری، آهنگ یا هر دو برای رقابت در یوروویژن استفاده کرده است. با این حال انتخاب‌های داخلی نیز در مواردی برگزار شده است. در سال ۲۰۰۸، پخش کننده تصمیم گرفت تا هنرمند را به صورت داخلی انتخاب کند و یک فینال ملی برای انتخاب آهنگ برگزار شد. پخش کننده تصمیم گرفت یک فینال ملی را برای انتخاب هنرمند و آهنگ برای مسابقه ۲۰۰۹ ترتیب دهد، روشی که قبلاً فقط یک بار برای انتخاب شرکت ارمنستان در سال ۲۰۰۷ استفاده شده بود.

## قبل از یوروویژن
در دسامبر ۲۰۰۸، گزارش شد که شرکت ارمنی برای مسابقه آواز یوروویژن ۲۰۰۹ به صورت داخلی توسط AMPTV انتخاب خواهد شد و نماینده ارمنستان یا خواننده آرامه یا گروه ارمنی-آمریکایی سیستم آو ا داون با آهنگی در مورد نسل‌کشی ارامنه است که این موضوع با واکنش عضو مجلس ملی کبیر ترکیه از حزب جمهوریخواه خلق (CHP)، آکیف اکیجی مواجه شد که خواستار جلوگیری از حضور این گروه به‌عنوان نماینده ارمنستان شد.سرج تانکیان خواننده اصلی سیستم آف داون بعداً شرکت خود را در این مسابقه با AMPTV رد کرد و متعاقباً اعلام کرد که یک فینال ملی برای انتخاب شرکت ارمنی برگزار می‌شود.

## نتیجه
در نیمه‌نهایی یوروویژن ۲۰۰۹ که در تاریخ ۱۲ مه ۲۰۰۹ برگزار شد، اینگا و آنوش با ترانه «جان جان» به اجرای آن پرداختند و موفق شدند به فینال راه یابند. در فینال یوروویژن ۲۰۰۹ که در تاریخ ۱۶ مه ۲۰۰۹ برگزار شد، ارمنستان در جایگاه ۱۰ قرار گرفت و با کسب ۱۲۹ امتیاز، موفق شد به جمع ۱۰ کشور برتر راه یابد. این نتیجه برای ارمنستان یک موفقیت بزرگ محسوب می‌شد و نشان‌دهنده حضور قوی ارمنستان در یوروویژن در سال‌های اولیه بود.